# باجولينو

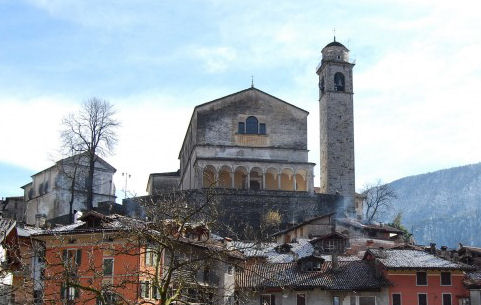
كنيسة سان جورجيو

باجولينو (بريشيان: باجولي) هي كومونا في مقاطعة بريشيا، في لومباردي، في إيطاليا، وفي وادي النهر كافارو، على الضفة اليُمنى من وادي سابيا، وتشتهر باجولينو بالجبن (يطلق عليه: باجوس) وبالمهرجان، فعلى غرار جبن جرانا بادانو، فباجوس هو جبن مالح مع آثار العفن الطبيعي في بعض الأحيان.
وتحتفظ القرية بمظهرها العائد إلى العصور الوسطى، حيث تتاخم المباني التاريخية والشوارع المتعرجة، والأروقة، والساحات، والنوافير، والسلالم الضيقة التي تصل إلى كنيسة القديس جورج.
ويقع منتجع فراتسيوني بونتي كافرو على شاطئ بحيرة ايدرو .

## الكومونات المجاورة
- آنفو
- بينو
- بوندوني ( ترينتينو )
- برينو
- كوليو
- كوندينو (تينيسي)
- إيدرو
- لافينون
- برستين
- ستورو (تينيسي)

## الجغرافيا الفيزيائية
الإِقلِيم
وتقع باجولينو وسط وادي كافارو، وهو وادي رافد لوادي سابيا.

## المدن التوأم
تمت توأمة باجولينو مع كلاً من:
- أوتينغن في بايرن, في ألمانيا، منذ عام 2000.
- موزاك، في فرنسا, منذ عام 2009.